# Hany El-Banna
Hany Abdel Gawad El-Banna OBE (né le 9 décembre 1950)  est le cofondateur, en 1984, d'Islamic Relief, la plus grande ONG musulmane d'aide et de développement basée en Occident, à Birmingham, au Royaume-Uni. Il la quitte en 2008.

## Éducation et secours islamique
Né en Égypte, Hany El-Banna a obtenu son diplôme de médecine et chirurgie ( MBBCh )  à l'Université Al Azhar du Caire. Il en est également  diplômé en études islamiques en 1976. El-Banna a reçu le prix Hamilton Bailey en médecine à l'hôpital de la ville (anciennement connu sous le nom de Dudley Road) en 1981, à Birmingham, au Royaume-Uni. Il a ensuite poursuivi sa formation médicale et a obtenu un doctorat en médecine (MD) en pathologie fœtale de la faculté de médecine de l'Université de Birmingham en 1991. En 1983, alors qu'il assiste à une conférence médicale au Soudan alors ravagé par la famine. La pauvreté et le désespoir dont il est témoin le conduisent, de retour au Royaume-Uni, à cofonder Islamic Relief pour mener des actions humanitaires.

## Forum des organisations caritatives musulmanes et Zakat House
Il quitte  Islamic Relief en 2008, et fonde le Muslim Charities Forum (MCF), dont il est président, et The Humanitarian Forum, dont il est président du conseil d'administration.
The Humanitarian Forum se donne pour objectif de favoriser les partenariats et une coopération plus étroite entre les organisations humanitaires et caritatives des pays musulmans et leurs homologues occidentales[réf. nécessaire] .
Plus récemment, il fonde le Fonds international contre le VIH, une organisation pour construire et améliorer les réseaux d'organisations de lutte contre le VIH ainsi que  Zakat House, une entreprise sociale destinée à aider les nouveaux organismes de bienfaisance dans leur développement.
El-Banna aurait visité plus de 60 pays au nom de ces organisations.[réf. nécessaire]
El-Banna est également président du Muslim Charities Forum (MCF)  un organisme de bienfaisance[réf. souhaitée].
Officiellement, cette association se destine à améliorer la contribution des organisations caritatives musulmanes britanniques au développement international en favorisant l'échange d'expériences, d'idées et d'informations entre les membres des  réseaux d'ONG au Royaume-Uni et à l'étranger, ainsi qu'avec les gouvernements et d'autres organismes s'intéressant au développement international.
En 2017, l'organisation fait l'objet de  vives controverses au Royaume-Uni et est privée de 250 000 £ de financement gouvernement britannique pour ses liens présumés avec des organisations extrémistes. Elle est décrite dans les médias britanniques comme « un groupe de coordination pour un certain nombre d'organisations caritatives islamiques de premier plan, dont certaines auraient des liens avec les Frères musulmans , le Hamas et autres organisations terroristes »,.
Certains de ses membres sont également membres de l'Union of Good, une organisation faîtière composée de plus de 50 organisations caritatives et fonds islamiques, enregistrée comme « Specially Designbated Global Terrorist » (Organisation terroriste mondiale spécialement désignée) par le département américain du Trésor.
The Guardian rapporte que le MCF et ses membres « nient farouchement tout lien avec le terrorisme ».

En 2014, la Charity Commission For England and Wales (en), annonce un changement de politique dans la reconnaissance publique des organismes de bienfaisance faisant l'objet d'une enquête par le régulateur. S'exprimant au nom du Forum des organisations caritatives musulmanes, El-Banna déclare ques'il se félicite d'un examen plus approfondi et de la transparence, faut prendre garde aux conséquences possibles:
Nous appelons à l'abrogation immédiate de cette politique. Cela pourrait nuire à la réputation d'organismes de bienfaisance qui n'ont commis aucun acte répréhensible, en soumettant leurs activités à un examen minutieux des médias et en créant une incertitude publique avant une procédure régulière. Nous craignons également que la divulgation d'une enquête puisse nuire aux relations avec les donateurs et les partenaires essentiels à notre travail pour nos bénéficiaires au Royaume-Uni et dans le monde.

## Prix et récompenses
- El-Banna a été nommée Officier de l'Ordre de l'Empire britannique (OBE) par la reine Elizabeth II lors des honneurs du Nouvel An 2004[8],[9] ;
- la même année, il reçoit le prix Ibn Khaldun pour l'excellence dans la promotion de la compréhension entre les cultures et les religions mondiales au Royaume-Uni.
- C'est également en 2004 que le Syndicat médical égyptien l'a récompensé pour ses services à l'humanité et à la médecine.
- En 2005, il a reçu le Kashmiri and Pakistani Professional Association Award
- 2006, il a reçu le Asian Jewel Lifetime Achievement Award.
- Reconnaissant son travail mondial et son influence en 2007, le Royaume-Uni Muslim Power 100 lui a décerné son prix pour l'ensemble de ses réalisations et l'Université de Birmingham lui a décerné un doctorat honorifique.[réf. nécessaire]

En janvier 2013, il a été nommé pour le prix Muslim in the Community aux British Muslim Awards.

## Centre d'action interreligieuse sur la pauvreté mondiale
Il était partenaire fondateur et membre du conseil d'administration et président du Centre d'action interconfessionnelle sur la pauvreté mondiale (CIFA) en juin 2010  mais en mars 2013 ne semble plus être associé au CIFA.